# غريغ غيتس
غريغ غيتس (بالإنجليزية: Greg Gates)‏ هو مجدف أمريكي، ولد في 28 أبريل 1926 في مونتكلير ‏ في الولايات المتحدة.

## وصلات خارجية
- غريغ غيتس على موقع الاتحاد الدولي للتجديف (الإنجليزية)
- غريغ غيتس على موقع اللجنة الأولمبية الدولية (الإنجليزية)
- غريغ غيتس على موقع أوليمبيديا (الإنجليزية)